# 因幡銀山
因幡銀山（いなばぎんざん）は、因幡国巨濃郡蒲生郷銀山村（現・鳥取県岩美郡岩美町銀山）の三日月山に存在した銀鉱山。巨濃（この）銀山、岩美銀山、三日月山銀山などとも表記される。

## 歴史
羽柴秀吉によって鳥取城将に任ぜられた宮部継潤（中務卿）が、文禄2年（1593年）に初めて間歩（坑道）を開き、多量の銀を産出したという。
『因幡志』（著:安部恭庵）によると銀山村から蒲生村に至る二里（約7.8km）の谷々に道を開き、諸国より集まった商人・職人が軒を並べ、700から800軒に及んだという。また10に及ぶ寺院も建てられたという。
慶長3年（1598年）8月、宮部法印（継潤）の名で、因幡銀山から豊臣家の金蔵におさめられた銀は9,282枚36匁3分で、これは全量1,358kgに及び、但馬国生野銀山に次ぐ量だった。なお銀山のある巨濃郡は桐山城主・垣屋光成の領地であるが、豊臣秀吉は因幡銀山を直轄領として、腹心・宮部継潤に銀山経営を行わせたのである。
銀の採掘が始まってから6、7年後、間歩を深く掘り進みすぎたため、人の出入りもままならなくなってきた。そのため、8里ばかり南の雨滝の奥から導水して山を掘り崩そうとしたところ、多くの間歩が崩落して多数の死者が出てしまった。その後、再び間歩を掘って採掘を再開したが、以前のような豊富な鉱脈にあたることはなくなってしまったと伝えられている。寛永10年（1633年）の検地帳には「かねほり」数人の名が見えるほかは、鉱山経営の名残はまったく見られない。

## 備考
宮部継潤のあとを継いで鳥取城主となった宮部長熙は、文禄の役の際に他の大名たちと同様に多くの朝鮮人を強制連行した。しかし言葉の通じない彼らを奴僕として使うこともできず、因幡銀山で米の商売をさせてみることとした。鉱山内は人の出入りを制限していたため物価が高く、朝鮮人たちは安く買った米を銀山に運んで大きな利益を上げたという。
鳥取県内では伯耆国にも、因幡銀山とほぼ同時期に伯州銀山という銀鉱山が開かれ、こちらは吉川広家によって経営されている。